# BDO AG Wirtschaftsprüfungsgesellschaft

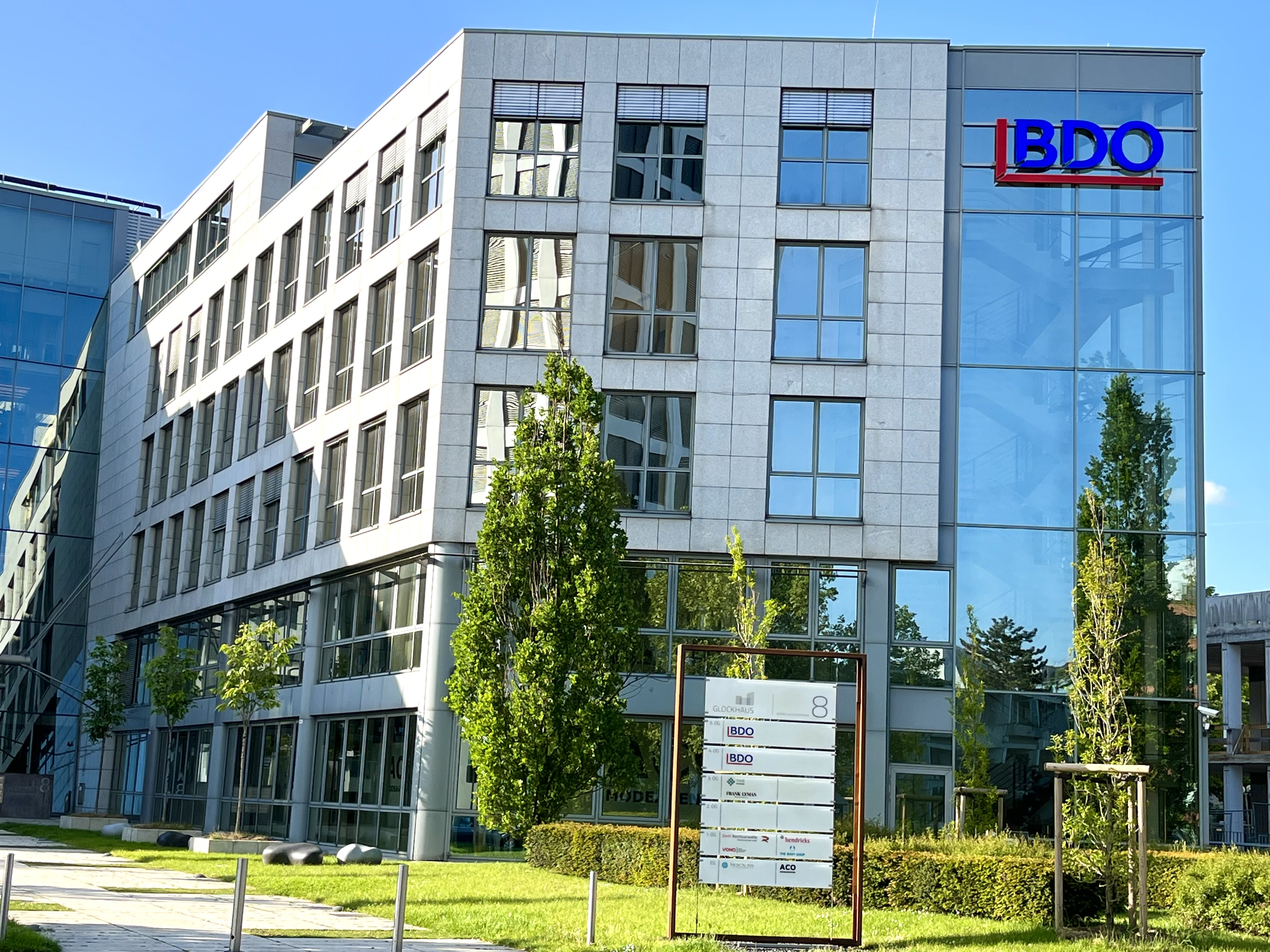
Standort Düsseldorf

Die BDO AG Wirtschaftsprüfungsgesellschaft, kurz BDO, ist ein deutsches Unternehmen mit Sitz in Hamburg, das betriebswirtschaftliche Prüfungen (insbesondere Abschlussprüfungen) durchführt und prüfungsnahe Dienstleistungen sowie Steuerberatung, wirtschaftsrechtliche Beratung und Unternehmensberatung anbietet. Es ist hinter den sogenannten Big Four die fünftgrößte Wirtschaftsprüfungsgesellschaft in Deutschland.
BDO ist Gründungsmitglied im internationalen Netzwerk BDO Global. Dieses Netzwerk ist in 166 Ländern und Hoheitsgebieten mit über 115.000 Mitarbeitern vertreten und erwirtschaftete im Geschäftsjahr 2022/2023 einen Umsatz von 14 Mrd. USD (Stichtag: 30. September 2023).

## Organisation und Profil
Die BDO AG Wirtschaftsprüfungsgesellschaft ist das Mutterunternehmen des BDO-Konzerns. In ihren Konzernabschluss werden weitere 15 Gesellschaften einbezogen. Daneben ist sie an fünf weiteren Gesellschaften beteiligt (Stand: 30. Juni 2023). BDO betreibt in Deutschland 28 Niederlassungen (Stand: Dezember 2024).
BDO gliedert seine Tätigkeiten in vier Geschäftsbereiche:
- Audit & Assurance (Prüfung und prüfungsnahe Dienstleistungen)
- Tax & Legal (Steuern und Recht)
- Advisory (Beratung)
- Business Services Outsourcing (Übernahme von Aufgaben im Rechnungswesen und in der Personalwirtschaft)

Das Unternehmen ist Gründungsmitglied des internationalen Netzwerks BDO Global. Die Mitgliedsunternehmen – voneinander unabhängige Wirtschaftsprüfungs-, Steuerberatungs- und Unternehmensberatungsgesellschaften – bilden dabei ein Netzwerk mit über 115.000 Mitarbeitern an mehr als 1750 Standorten in 166 Ländern und Hoheitsgebieten (Stand: Ende September 2023).
Neben den vier klassischen Geschäftsbereichen mit dem Kernsegment Wirtschaftsprüfung hat das Unternehmen auch Kompetenz in Transformationsthemen aufgebaut und gefördert, insbesondere bei Künstlicher Intelligenz, Digitalisierung, Cyber Security und Nachhaltigkeit. So beraten BDO-Experten für Cyber Security präventiv und reaktiv; das Bundesamt für Sicherheit in der Informationstechnik listet die BDO-Gesellschaft für Cyber-Sicherheit als qualifizierten APT-Response-Dienstleister auf. Im Bereich Sustainability hat das Unternehmen ebenfalls Personal und Kapazitäten aufgebaut; es ist in entsprechenden Themengebieten beratend und prüfend tätig, auch bei den erweiterten Berichtspflichten durch die Europäische Union (CSRD) und ähnlicher Vorgaben.
Das Unternehmen kooperiert mit Hochschulen und Universitäten. An der Universität Osnabrück beteiligt sich die BDO AG Wirtschaftsprüfungsgesellschaft beispielsweise zusammen mit einem weiteren Unternehmen an der Forschung zu Innovationen in der Wirtschaftsprüfung. Im Jahr 2024 stiftete das Unternehmen  eine Professur zur „Digitalen Prüfungsunterstützung und Datenanalyse in der Wirtschaftsprüfung“ an der Technischen Hochschule Deggendorf. Ab 2025 fördert das Unternehmen Projekte des Studiengangs Wirtschaftsrecht der Hochschule Konstanz Technik, Wirtschaft und Gestaltung mit 10.000 Euro. Ziel ist es, studentische und lehrergänzende Projekte zu ermöglichen.
BDO-Mitarbeiter sind zudem als Fachautoren tätig, so zum Beispiel zur Nachhaltigkeitsberichterstattung, zu den International Financial Reporting Standards oder zum Wandel der Wirtschaftsprüfung.

## Geschichte

### Von der Gründung bis 1933

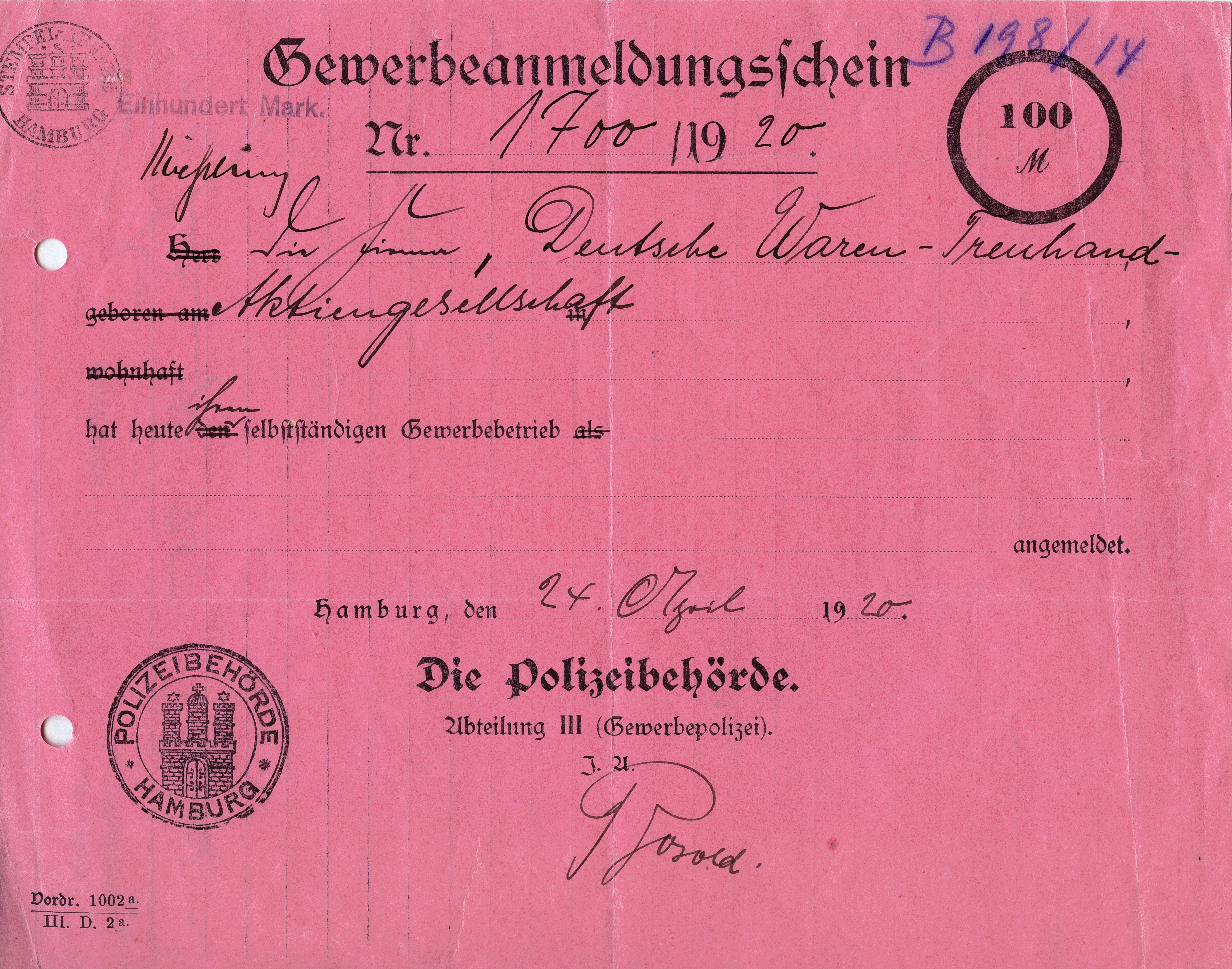
Gewerbeschein von 1920

Das Unternehmen wurde am 28. Februar 1920 von Max M. Warburg und Paul von Mendelssohn-Bartholdy als Deutsche Waren-Treuhand-Aktiengesellschaft (DWT) gegründet. Zu den Teilhabern zählten neben den durch die Gründer vertretenen Banken weitere im Auslandsgeschäft tätige Bank- und Handelshäuser wie Joh. Berenberg, Gossler & Co., Conrad-Hinrich-Donner, A. Levy & Co. oder Sal. Oppenheim. Ziel war die Förderung des nach dem Ersten Weltkrieg darniederliegenden Außenhandels durch „Sicherung von Warenkrediten, insbesondere von ausländischen Rohstoffveredelungskrediten“. Den Vorstandsvorsitz der DWT übernahm August Lattmann. Bereits zum Jahresende 1920 war das neue Unternehmen in Berlin und Frankfurt am Main vertreten.
Ab Mitte der 1920er Jahre betätigte sich die DWT in einem zweiten Geschäftsfeld: in der Buchprüfung und Revision. Im Sommer 1932, nachdem deutschen Aktiengesellschaften und Kommanditgesellschaften auf Aktien, ausgelöst durch Banken- und Firmenzusammenbrüche in der Weltwirtschaftskrise, im September 1931 per Notverordnung die Pflicht zur unabhängigen Prüfung von Jahresabschlüssen auferlegt wurde, zählte die DWT zu den ersten Gesellschaften, die als Wirtschaftsprüfer zugelassen wurden. In diesen Jahren erwarb sich die DWT Spezialkenntnisse durch umfangreiche Abwicklungs- und Sanierungsaufträge beispielsweise zur Frankfurter Allgemeinen Versicherungs-AG oder zu den Fürst Pleß'schen Vermögenswerten.

### NS-Zeit
Unmittelbar nach Machtantritt der Nationalsozialisten wurde die DWT zum Ziel antisemitischer Boykott-Aktionen, weil zu ihren Gründern Juden zählten. Die Kampagne führte zu deutlichen Umsatz- und Gewinneinbußen. Die als Juden angegriffenen Aufsichtsräte Fritz M. Warburg und Paul von Mendelssohn-Bartholdy legten ihre Aufsichtsratsmandate Anfang 1934 nieder. Das Bankhaus Mendelssohn & Co. machte den Vorschlag, Eduard Hamm und Wilhelm Kiesselbach zu ihren Nachfolgern zu wählen, was auch geschah. In den Folgejahren zog das Geschäft wieder an, dabei nahm die Bedeutung von Wirtschaftsprüfungen zu. Ein Luftangriff auf Hamburg führte im Sommer 1943 zum Verlust der Firmenzentrale; Buchhaltung und Revision wurden anschließend nach Schlesien verlegt.

### Von der Währungsreform bis Ende der 1960er Jahre
1948 erfolgte eine Neuordnung der Eigentumsverhältnisse, teilweise als Restitution organisiert: 50 Prozent der Anteile gingen an die Warburg Bank, 25 Prozent übernahm eine Finanzierungs- und Beteiligungsgesellschaft, die restlichen 25 Prozent hielten die DWT-Vorstände. Mit der Währungsreform belebte sich das Geschäft, zum einen, weil die Unternehmen Dienstleistungen für die notwendigen Schlussbilanzen in Reichsmark und Eröffnungsbilanzen in DM nachfragten; zum anderen, weil in Westdeutschland anschließend das Wirtschaftswunder begann. Dabei machte sich in den 1950er Jahren der Bedarf nach Unternehmensberatung bemerkbar, zudem der nach Steuerberatung, für die die DWT 1954 die Zulassung erhielt. Waren-Treuhandschaften nahmen jedoch ab, denn Banken drängten in das Warenkredit-Geschäft.

### Anfang der 1960er bis Ende der 1980er Jahre
Das Unternehmen verfolgte seit den 1960er Jahren drei Ziele: Internationalisierung, Wachstum und Wahrung der Eigenständigkeit. Eine zentrale Rolle spielte dabei Hans-Heinrich Otte, von 1969 bis 1992 Vorstandsvorsitzender des Unternehmens, dann bis 2006 Aufsichtsratsvorsitzender.
 

1963 begann die Internationalisierung des Geschäfts durch einen noch eher lockeren Zusammenschluss mit vier Unternehmen aus den Vereinigten Staaten, Kanada, den Niederlanden und dem Vereinigten Königreich – die Binder Seidman International Group. Zehn Jahre später wurde daran anknüpfend und die Zusammenarbeit vertiefend die  Binder Dijker Otte & Co. gegründet, die nach und nach dazu überging, das internationale Geschäft der Partnerunternehmen unter dem BDO-Label abzuwickeln.
Innerhalb Deutschlands wuchs das Unternehmen auch deshalb, weil es immer wieder Wettbewerber übernahm. Dabei handelte es sich um kleinere und größere (wie 1981 die Kontinentale Treuhandgesellschaft mbH in Düsseldorf) und zum Teil um solche mit besonderer Branchen-Expertise wie 1985 die Dr. Lauter & Fischer GmbH (Gesundheitswesen) und die Dr. Schneider GmbH (Krankenkassen). Um vor Übernahmeversuchen durch angloamerikanische Wirtschaftsprüfer geschützt zu sein, nutzte Hans-Heinrich Otte Klauseln der 1986 in Kraft getretenen Änderungen im Bilanzrichtlinien-Gesetz. Es schrieb vor, dass nur noch Rechtsanwälte, Steuerberater und Wirtschaftsprüfer Anteile an Wirtschaftsprüfungsunternehmen besitzen durften. Die Warburg Bank veräußerte ihr Anteilspaket. Otte wurde zum Ankeraktionär.

### Seit der Wiedervereinigung
Als erste große Wirtschaftsprüfungsgesellschaft war BDO im ersten Quartal 1990 in der DDR vertreten und startete dort mit eigenen Büros. Der Umsatz des Unternehmens verdoppelte sich von 1990 bis 1995 auf mehr als 250 Mio. DM. Der Boom der New Economy in der zweiten Hälfte der 1990er Jahre brachte BDO Mandate im Zuge von Börsengängen ein, so beispielsweise bei Medion und Consors. Auch das Beratungsgeschäft wurde wichtiger. Nach dem Platzen der Dotcom-Blase im Jahr 2000 legte BDO ein Kostensenkungsprogramm auf und forcierte in den Nullerjahren des 21. Jahrhunderts das Unternehmensberatungsgeschäft. Auch nach 2000 wuchs das Unternehmen über Zukäufe. Dazu gehörte zum Beispiel 2011 der Erwerb des in München und Umgebung etablierten Prüfungs- und Beratungsunternehmens AWT Horwath. Um dem Bedürfnis vieler Unternehmenskunden nach „Beratung aus einer Hand“ nachzukommen, band BDO seinen Kooperationspartner, die Rechtsanwaltskanzlei Dres. Lauter Otte & Knorr im Außenauftritt stärker ein; sie agiert seit 2012 als BDO Legal. Beratungsanfragen im Bereich der Digitalisierung führten 2015 zur Gründung der BDO IT GmbH, die seit 2019 unter BDO Digital firmiert. Beratungen im Gebiet der Cyber Security führten 2018 zur Errichtung einer entsprechenden Spezialgesellschaft, der BDO Cyber Security GmbH. Im März 2021 wurde bekannt, dass das DAX-Unternehmen SAP für den Zeitraum ab 2023 den Wirtschaftsprüfungsauftrag erteilt hatte. Damit prüfte BDO seit 2006 zum ersten Mal wieder ein Unternehmen dieses Aktienindex. Um die Berichte der Unternehmen zur Nachhaltigkeit verstärkt prüfen zu können, baute BDO 2021 einen entsprechenden Kompetenzbereich auf.

## Sonstiges
Zusammen mit dem Wirtschaftsmagazin Impulse vergab BDO von 2006 bis 2013 den Preis „Turnarounder des Jahres“, der nach Unternehmensgröße gestaffelt war und beispielgebende Trendwenden nach Unternehmenskrisen auszeichnete.
Gemeinsam mit dem Hamburgischen Weltwirtschaftsinstitut (HWWI) veröffentlichte BDO von 2012 bis 2018 den International Business Compass (IBC). Das internationale Ranking bewertete die Attraktivität von Wirtschaftsstandorten im Unterschied zu vergleichbaren Studien auch aufgrund der politisch-rechtlichen und gesellschaftlichen Rahmenbedingungen.
BDO und das Deutsche Krankenhausinstitut publizieren jährlich eine Studie aus den Bereichen Gesundheitswesen und Gesundheitswirtschaft mit Bezug zur Kliniklandschaft in Deutschland. Schwerpunkte waren dabei zum Beispiel Nachhaltigkeitsfragen oder Personalmanagement.
Die Nachhaltigkeitsberichterstattung von Unternehmen aus dem DAX steht im Mittelpunkt einer jährlichen Studie, die BDO und Kirchhoff Consult gemeinsam herausgeben. Dabei ging es beispielsweise um Diversität oder Nachhaltigkeit auf Vorstandsebene.